# 拉尼埃若勒 (洛泽尔省)
拉尼埃若勒（法語：Lanuéjols）是法国洛泽尔省的一个市镇，属于芒德区。该市镇总面积32.67平方公里，2009年时的人口为324人。

## 人口
拉尼埃若勒人口变化图示